# Battle of Britain II: Wings of Victory
Battle of Britain II: Wings of Victory es un juego de simulación de combate aéreo de la Segunda Guerra Mundial para Windows, que fue creado por Shockwave Productions (actualmente conocido como A2A Simulations) y lanzado en 2005. Es un remake de Rowan's Battle of Britain. Una versión sin la campaña fue lanzada en 2007, titulada Air Battles: Sky Defender.

## Jugabilidad
Battle of Britain II puede jugarse tanto como un simulador de vuelo como un juego de estrategia, o ambos. El jugador asume el papel de un piloto o un comandante de la RFA británica o la Luftwaffe alemana en la Batalla de Inglaterra durante la Segunda Guerra Mundial al norte de Francia y al sur del Reino Unido.

## Recepción

### Battle of Britain II: Wings of Victory
Battle of Britain II ha recibido reseñas «generalmente favorables» de acuerdo con el sitio web agregador de reseñas Metacritic. A pesar de haber recibido reseñas favorables, varios críticos, incluyendo a IGN y Eurogamer, han citado problemas técnicos como bugs, además de problemas de rendimiento.

### Air Battles: Sky Defender
Air Battles ha recibido reseñas por encima de la media, de acuerdo con Metacritic.